# ناثان جونيور
ناثان جونيور هو لاعب كرة قدم برازيلي في مركز الهجوم، ولد في 10 مارس 1989 في ريو دي جانيرو في البرازيل. لعب مع ديلا غوري ونادي تونديلا ونادي سكونتو ونادي فلامنغو.

## وصلات خارجية
- ناثان جونيور على موقع الاتحاد الأوربي (الإنجليزية)
- ناثان جونيور على موقع رابطة كرة القدم اليابانية للمحترفين (اليابانية)
- ناثان جونيور على موقع قاعدة بيانات كرة القدم.إي يو (الإنجليزية)
- ناثان جونيور على موقع Soccerway.com (الإنجليزية)
- ناثان جونيور على موقع عالم كرة القدم.نت (الإنجليزية)
- ناثان جونيور على موقع AS.com (الإسبانية)